# Hydroniscus minutus
Hydroniscus minutus är en kräftdjursart som beskrevs av Yakov Avadievich Birstein 1971. Hydroniscus minutus ingår i släktet Hydroniscus och familjen Haploniscidae. Inga underarter finns listade i Catalogue of Life.